# Amauris gabunica
Amauris gabunica är en fjärilsart som beskrevs av Aurivillius 1881. Amauris gabunica ingår i släktet Amauris och familjen praktfjärilar. Inga underarter finns listade i Catalogue of Life.